# Бетоноукладчик

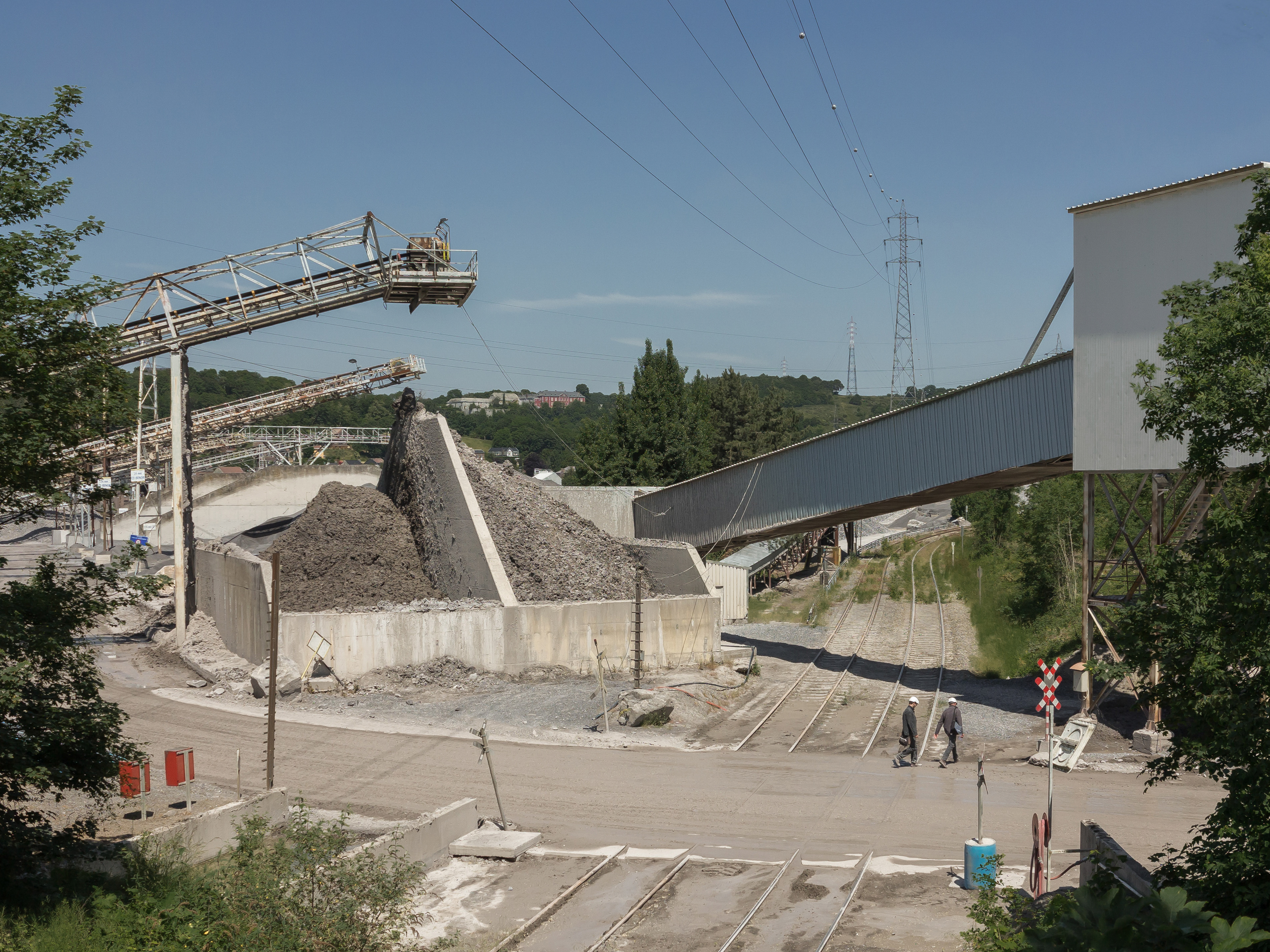
Бетоноукладчик со стрелой

Бетоноукла́дчик — строительная машина, основным назначением которой служит приём и максимально ровная раскладка смеси бетона с заданной толщиной; как правило, имеет возможность передвигаться самостоятельно, без помощи буксира.
Применяется, как правило, для строительства и ремонта взлётно-посадочных полос, автодорог, заливке фундаментов зданий, а также при изготовлении железобетонных блоков, в основном для строительства жилых домов и производственных помещений.
Бетоноукладчики, в зависимости от назначения, могут быть гусеничные, колёсные и колёсно-рельсовые.
Основные элементы бетоноукладчиков: профилировщик основания, приёмный бункер (для бетонной или бетоно-песчаной смеси), распределитель подачи смеси, а также устройства для уплотнения и разравнивания бетона во время финальной стадии выдачи.
Скорость выдачи смеси в различных моделях может различаться во много раз.

## История
Первые Бетоноукладчики были произведены в США , во второй половине 1910-х годов. Изначально они в основном использовались только в Америке, но позже их стали массво применять вЕвропе, а затем во всем мире. Также бетоноукладчики производились в СССР, но в 1990-х годах их вытеснили зарубежные машины

## Виды бетоноукладчиков
Бетоноукладчики бывают разных видов, на сегодняшний день существует только 3 вида бетоноукладчика. 
- Лазерно-телескопический — данный вид имеет 4 управляемых ведущих колеса. Платформа бетоноукладчика оснащена специальной телескопической стрелой, которая может поворачиваться на 360 градусов, концом стрелы является рабочий блок машины, где находятся рейка и шнек, для того чтобы распределять смесь на разные уровни, а также вибрирующая балка, для уборки воздуха в материале. Бетоноукладчик управляется только 1 человеком[4].

- Нетелескопический — этот вид бетоноукладчика может иметь 4-х или 6 колесную базу. Машина заезжает в жидкую бетонную смесь и двигаясь с опущенным рабочим блоком в разные стороны, разравнивает бетонную смесь[4].

- Ручной — данный вид бетоноукладчика имеет только 2-х колесную базу. Управляется машина сразу несколькими людьми[4].

Также бетоноукладчик можно распределить по виду работы, по виду передвижения, по функциональности, а также по виду универсальности.  